# Gabriel Abraham Rojas
Gabriel Abraham Rojas, o Gabriel Rojas es un triatleta nacido en Mérida, Venezuela, en 1985. 
En 2007, quedó en el puesto número 68 en el Campeonato del Mundo de Triatlón. En los XVI Juegos Bolivarianos, disputados en 2009 en la región de Tarija, en el sur de Bolivia, alcanzó la medalla de bronce en la modalidad de sprint y también por equipos. En 2011, se proclamó Campeón de Venezuela de Aquatlon.
El récord de la prestigiosa Triatlón Hebraica también lo posee actualmente el merideño Gabriel Abraham Rojas con un tiempo de 1:53:04.